# Anolis aeneus
Anolis aeneus, im Englischen „Grenada Bush Anole“ oder „bronze anole“ genannt, ist eine ursprünglich auf den Inseln von Grenada und den meisten Inseln der Grenadinen einer Inselkette der Kleinen Antillen in der östlichen Karibik beheimatete Echse der Gattung Anolis.

## Merkmale

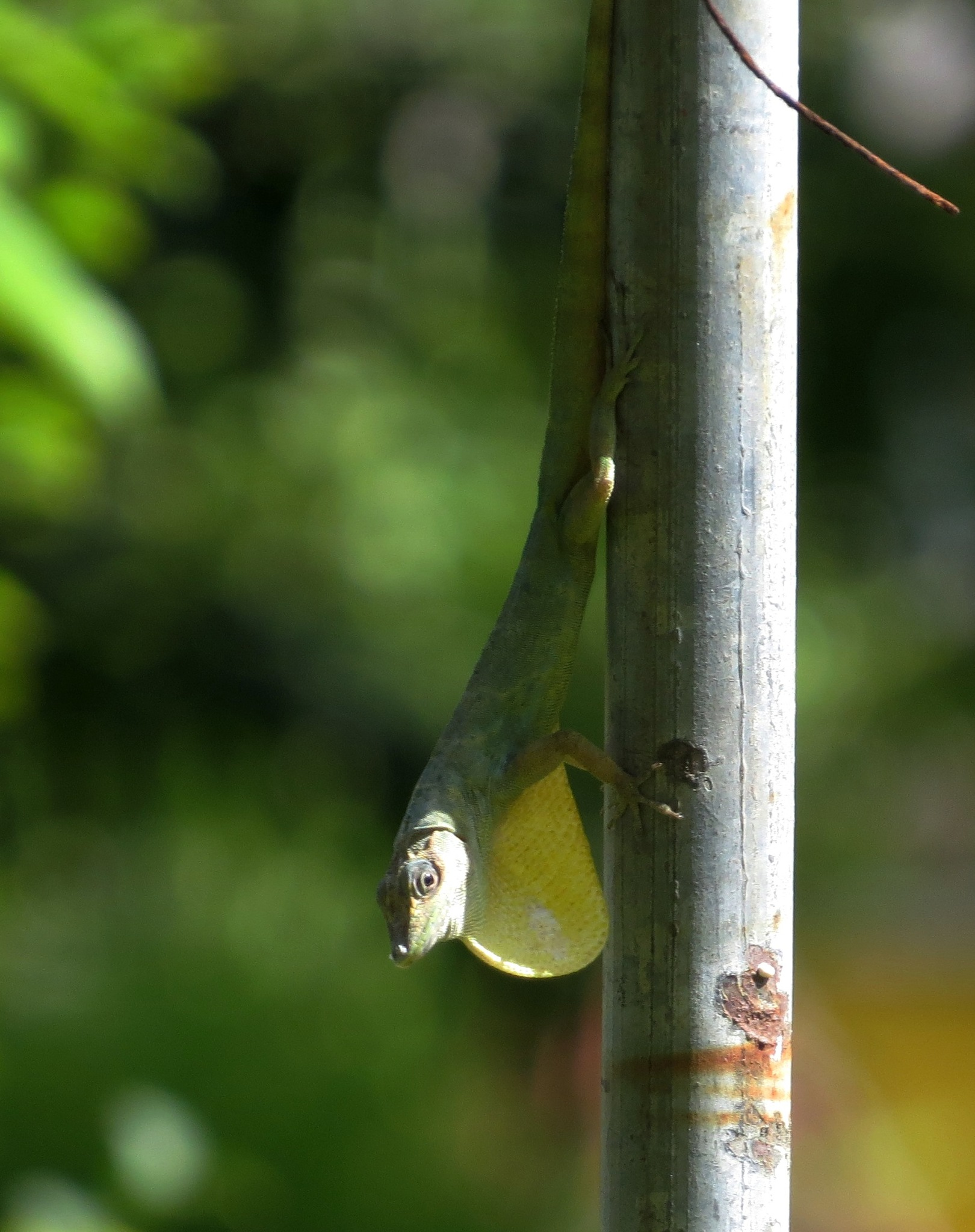
Anolis aeneus mit aufgestelltem Kehllappen

Die männlichen Individuen von Anolis aeneus messen ausgewachsen bei einer Kopf-Rumpf-Länge etwa 7,7 cm bis 8 cm, die Weibchen bleiben mit einer Kopf-Rumpf-Länge von 5,5 cm etwas kleiner. Sie haben einen spitz zulaufendem Kopf und einen schlanken Körperbau, der beim kleineren Weibchen sehr drahtig wirkt.
Die Grundfärbung der Männchen variiert von grau, graubraun, braun, grün über blau bis gelb mit oder ohne den namensgebenden bronzefarbenen oder kupferfarbenen Schimmer. Der Rücken hat helle oder dunkle Flecken, die in quergestreiften Bändern angeordnet oder gesprenkelt auftreten.
Der Kehlsack dieser Art weicht meist nicht von der Grundfärbung ab und ist graugrün in Varianten, die bis zu einem auffallenden Zitronengelb mit kleinen unregelmäßigen weißen Flecken vorkommen können. Die geläufige Meinung, dass Weibchen diesen Kehlsack nicht besitzen, ist falsch. Er ist jedoch sehr viel kleiner als der des Männchens und wird fast nie eingesetzt. Der Kehlsack wird sowohl bei Männchen als auch beim Weibchen vom Zungenbeinapparat aufgespannt.
Die weitgehend ähnlich gefärbten Weibchen haben einen graubraunen Rücken, der einfarbig graubraun sein kann oder durch mehrere breite, dunkle Streifen beziehungsweise einem einzelnen Mittelstreifen bis zu quergestreiften Bändern variieren kann (Schwartz & Henderson 1991).
Die Körperfarbe ändert sich je nach Stimmung und Aktivität, wobei anzumerken ist, dass die Weibchen oftmals dunkler als die Männchen gefärbt sind. Wenn die Tiere sich sonnen, verfärben sie sich dunkler, um mehr Wärme aufzunehmen. Die Farbe des Abdomens ist bei beiden Geschlechtern grau oder anthrazitfarben.

## Verbreitungsgebiet
Ursprünglich stammt Anolis aeneus aus Grenada beziehungsweise von den meisten Inseln der Grenadinen und wurde in Trinidad, Tobago und Guyana vom Menschen eingeführt. Diese Art bewohnt Lebensräume von der Küste bis in Höhen von 600 m und kommt in geeigneten Gebieten häufig vor. Unter ungünstigen Bedingungen ist das Vorkommen von den bewohnten Lebensräumen abhängig und nimmt bei negativen Einflüssen wie einer Besiedlung durch den Menschen ab. In den höher gelegenen Lebensräumen wurde eine geringere Besiedlungsdichte wie in küstennahen Gebieten festgestellt.

## Lebensräume

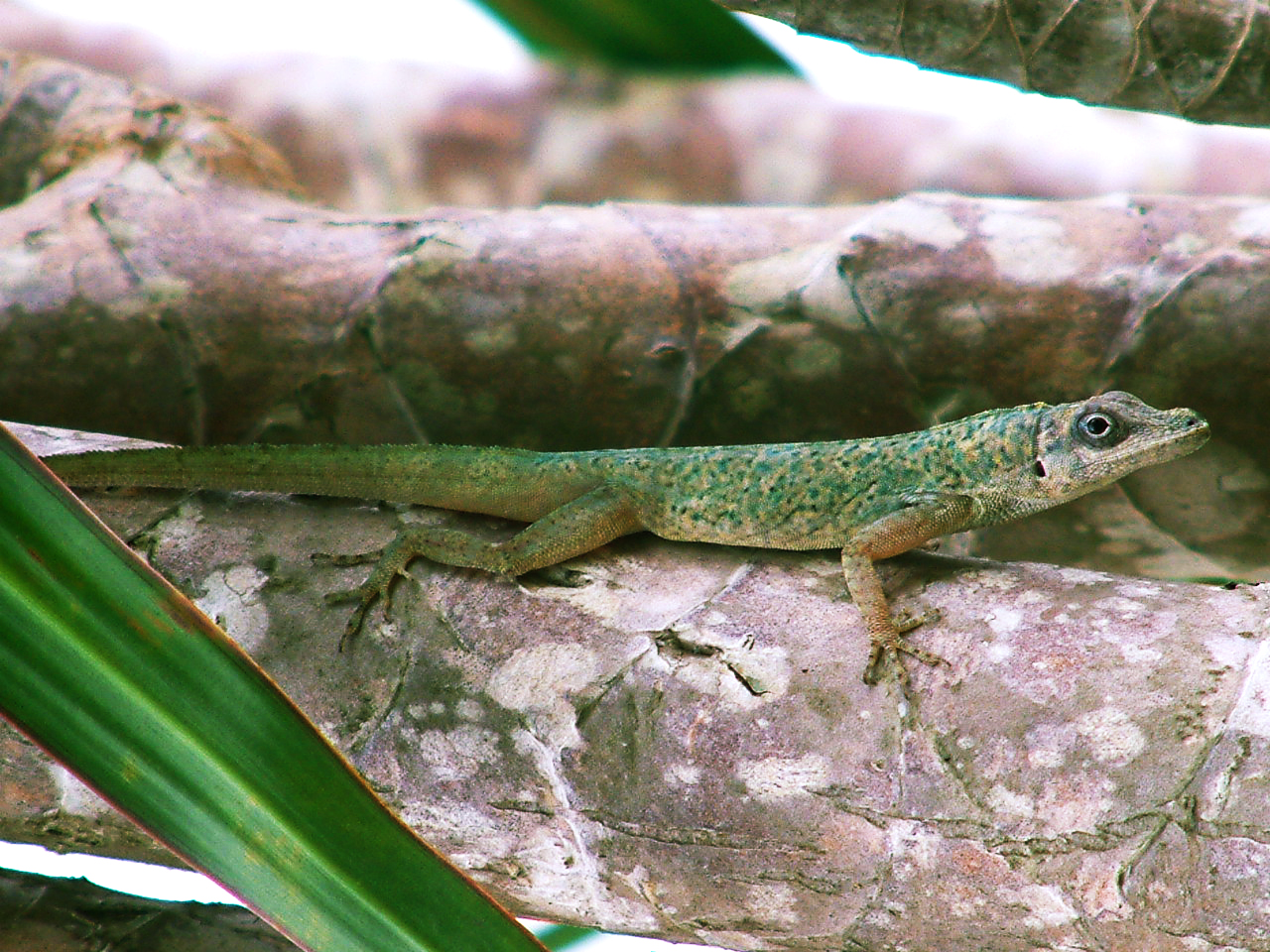
Anolis aeneus im Lebensraum

Anolis aeneus bewohnt trocken-warme bis feuchtwarme Gebiete, die Temperaturen zwischen etwa 20 und 45 °C aufweisen und mit Laubwäldern und Sträuchern von Akazien und Prosopis Arten bewachsen sind. Es werden auch Küstengebiete mit Mangroven oder Gebiete ohne Bäume und Büsche sowie dicht bewachsener tropischer Regenwald besiedelt.
Außerhalb der natürlichen Lebensräume ist Anolis aeneus in Vorgärten, Kakaoplantagen, auf Zäunen und an Hauswänden anzutreffen. Ihre Krallen und Haftfüße (siehe auch Anolis) machen diese Art zu einem hervorragenden Kletterer.

## Nahrung
Die Nahrung besteht hauptsächlich aus kleinen Wirbellosen, etwa Insekten wie beispielsweise Grillen, Heuschrecken, Fliegen, Maden, Mehlwürmern Schmetterlingen und Motten. Überdies werden Spinnen und pflanzliche Nahrung wie Früchte, Samen, Blüten und Nektar (bevorzugt von Chariantus grenadiensis) gefressen.

## Bestand und Gefährdungsstatus
Der Bestand auf Grenada liegt aufgrund der Informationen aus verschiedenen Studien zwischen 1125 und 9360 erwachsenen Echsen pro Hektar. Die Weltnaturschutzunion (IUCN) stuft die Art als nicht gefährdet (least concern) ein und kann ihren Populationstrend wegen unzureichender Daten nicht einstufen. In Teilen ihres Verbreitungsgebietes tritt sie relativ häufig und kommt meist in ausgewiesenen Schutzgebieten vor. Aus diesem Grund wurden keine weiteren Schutzmaßnahmen beschlossen.